# Raguhn-Jeßnitz
Raguhn-Jeßnitz is een stad in de Duitse deelstaat Saksen-Anhalt, en maakt deel uit van de Landkreis Anhalt-Bitterfeld.
Raguhn-Jeßnitz telt 8.931 inwoners.

## Indeling gemeente
De gemeente bestaat uit de volgende Ortsteile:
| - Altjeßnitz - Hoyersdorf - Jeßnitz (Anhalt) - Kleckewitz - Klein Leipzig - Lingenau - Marke - Möst | - Niesau - Priorau - Raguhn - Retzau - Roßdorf - Schierau - Thurland - Tornau vor der Heide |

Aken ·
Bitterfeld-Wolfen ·
Köthen ·
Muldestausee ·
Osternienburger Land ·
Raguhn-Jeßnitz ·
Sandersdorf-Brehna ·
Südliches Anhalt ·
Zerbst/Anhalt ·
Zörbig